# The Legend of Zelda: Echoes of Wisdom
The Legend of Zelda: Echoes of Wisdom (ゼルダの伝説 知恵のかりもの Zeruda no densetsu: Chie no karimono, español; La Leyenda de Zelda: Ecos de Sabiduría?) es un videojuego de acción-aventura desarrollado y distribuido por Nintendo para la plataforma Nintendo Switch. Es la primera entrega de la franquicia The Legend of Zelda protagonizada por la propia princesa Zelda en lugar de Link. Durante el Nintendo Direct del 18 de junio de 2024 se anunció su fecha de lanzamiento para el 26 de septiembre del mismo año.

## Sinopsis
En contraste con otros juegos de la serie, la historia comienza con Link salvando a la princesa Zelda de Ganon. Cuando se disponía a liberarla, una grieta a otra dimensión absorbe al héroe. Con la ayuda del hada Tri y con el poder del cetro Tri, Zelda debe salvar Hyrule y sus habitantes de las grietas que han surgido a lo largo del reino.

## Argumento
Mientras rescata a Zelda de Ganon, Link desaparece después de caer en una grieta misteriosa la cual se expande por todo Hyrule, haciendo desaparecer a quien se le cruce, incluido al rey y sus asesores, el general Wright y la ministra Lefte. Tras el regreso de Zelda al castillo de Hyrule, unos impostores del rey y sus asesores la incriminan por causar las grietas y la encarcelan en las mazmorras del castillo para ser ejecutada. Zelda escapa con la ayuda del hada Tri, quien le da el Cetro de Tri, objeto capaz de crear ecos (replicas), y la acompaña en su viaje por todo Hyrule para reparar las grietas y rescatar a los atrapados en las grietas provenientes del Mundo Vacío.
Durante su aventura, se enfrenta a un impostor de Link y rescata al verdadero Link de Ganon después de enfrentarlo y derrotarlo en el Castillo de Hyrule, pero Ganon se revela como un impostor creado por el verdadero antagonista, Nihil, que también posee la capacidad de crear ecos y captura a Link. Después de que Zelda repara las grietas que afectan a los santuarios de las Diosas Doradas, Din, Nayru y Farore, le explican que Nihil residía en el vacío que existía antes de la realidad, consumiendo vida cuando se desarrollaba para seguir siendo el único ser existente. Las Diosas crearon el universo sobre el vacío para sellar a Nihil, lo que provocó que se resintiera con ellas. Después de que se fundó Hyrule, Nihil intentó romper su sello creando grietas para destruirlo y devolver la existencia al vacío. Para contrarrestar las grietas, las Diosas enviaron a los Tri para reparar las grietas y regresar a ellas una vez que se cumpliera su propósito.
Nihil intenta tomar la Energía Primaria para sí misma creando un eco de Zelda, a quien las Diosas consideraron digna de poseer parte de su poder junto con Link. Sin embargo, como Nihil tiene un corazón desequilibrado, solo obtuvo la Trifuerza del Poder, con la Sabiduría yendo a Zelda y el Valor creando una grieta que conduce a Link. El eco de Zelda entra, para obtener la pieza de Link, con Zelda persiguiéndola. Zelda derrota al eco de sí misma, pero Nihil usa su parte de la Trifuerza de todos modos y crea grietas masivas que abarcan casi todo Hyrule. Zelda libera a Link y finalmente se enfrentan y destruyen a Nihil. Los Tris, impulsados por el deseo hecho por los héroes a la Trifuerza completa, reparan las grietas devolviendo todo a la normalidad.
Al completar la misión para la que fue encomendado, Tri debe separarse de Zelda agradeciéndole su compañía y ayuda en la misión. Tras una emotiva despedida, Zelda y Link vuelven a Hyrule donde son recibidos como héroes por el Rey y sus habitantes.
En una escena poscréditos, se revela que Zelda conservo el Cetro de Tri, el cual adorna su habitación.

## Sistema de juego
El jugador controla a la princesa Zelda en un mundo en perspectiva cenital con el mismo estilo gráfico que Link's Awakening (2019). La protagonista emplea un cetro con el que puede crear réplicas de diferentes objetos y monstruos distribuidos en el mapa. Estas copias permiten avanzar a través de obstáculos y enfrentarse a enemigos.

## Lanzamiento
El título se anunció durante la presentación del Nintendo Direct del 18 de junio de 2024, donde también se reveló su fecha de lanzamiento para el 26 de septiembre del mismo año. Como parte de la campaña de marketing, Nintendo anunció una nueva versión «Hyrule Edition» de Nintendo Switch Lite, inspirada en The Legend of Zelda.

## Recepción
The Legend of Zelda: Echoes of Wisdom recibió críticas "generalmente favorables" de acuerdo con el agregador de reseñas Metacritic, obteniendo una valoración de 86/100.